# Fort Collins
Fort Collins is een stad in de Amerikaanse staat Colorado en tevens de hoofdstad van Larimer County. Gelegen aan de westelijke rand van de 'Great Plains' en aan de voet van de Rocky Mountains is het met 118.652 inwoners de 185e stad in de Verenigde Staten (2000). De landoppervlakte bedraagt 120,4 km², waarmee het de 144e stad is.
In Fort Collins is sinds 1870 de Colorado State University gevestigd.

## Demografie
Van de bevolking is 7,9 % ouder dan 65 jaar en bestaat voor 26 % uit eenpersoonshuishoudens. De werkloosheid bedraagt 3,2 % (cijfers volkstelling 2000).
Ongeveer 8,8 % van de bevolking van Fort Collins bestaat uit hispanics en latino's, 1 % is van Afrikaanse oorsprong en 2,5 % van Aziatische oorsprong.
Het aantal inwoners steeg van 88.899 in 1990 naar 118.652 in 2000.

## Klimaat
In januari is de gemiddelde temperatuur -2,4 °C, in juli is dat 21,9 °C. Jaarlijks valt er gemiddeld 382,8 mm neerslag (gegevens op basis van de meetperiode 1961-1990).

## Plaatsen in de nabije omgeving
De onderstaande figuur toont nabijgelegen plaatsen in een straal van 24 km rond Fort Collins.

## Geboren
- Jeremy Bloom (1982), freestyleskiër, Americanfootballspeler en model
- Colin Clark (1984), voetballer
- Ross Marquand (1981), acteur